# Dougie Payne
Douglas Payne (* 14. listopadu 1972, Glasgow, Skotsko) je baskytarista a doprovodný zpěvák skotské kapely Travis.

## Život
Dougie Payne se narodil v jižní části Glasgow, kde navštěvoval střední školu Woodfarm. V mládí byl rovněž členem místního skautského oddílu. Po střední škole studoval na Glasgow School of Art, kde se seznámil s frontmanem kapely, Francisem Healym. Společně spolupracovali na kapele Glass Onion (pojmenovanou podle písně od Beatles), později přejmenovanou na dnešní podobu, Travis. Payne původně do kapely, která se skládala ze dvou dalších členů, vůbec nepatřil. O pár let později mu však bylo nabídnuto místo baskytaristy. Dougie Payne, který ještě nikdy v životě basovou kytaru nedržel ani v ruce, se týdny rozmýšlel, ale nakonec místo v kapele přijal.
Ačkoli je na fotkách známý spíše hrou na basovou kytaru, zpěvem a "veselými úšklebky", Payne píše i vlastní písně. Jeho songy jako "The Score", "Know Nothing" nebo "Good For Nothing" jsou součástí b-sides a singlů. V některých písních (uvedených především na b-sides) Payne zaujímá i místo hlavního zpěváka, jsou to například "A Little Bit of Soul", jiná verze "Flowers in the Window" nebo také "The Distance" na kompilaci Singles. Na albu The Boy With No Name je spoluautorem písně "Colder", a tří písní na šestém albu Ode to J. Smith. Payne rovněž spolupracoval na albu Victory for the Comic Muse od Divine Comedy nebo na písni "Tumble and Fall" od kapely Feeder (album Pushing The Senses).
Od roku 2003 je ženatý s herečkou Kelly Macdonaldovou. V listopadu roku 2007 bylo na oficiálních stránkách Travis oznámeno, že se Dougie stal otcem.